# Konstantin Volkov
Konstantin Jurjevitj Volkov (ryska: Константин Юръевич Вопков), född den 28 februari 1960, är en rysk före detta friidrottare som under 1970-talet och 1980-talet tävlade i stavhopp för Sovjetunionen.
Volkovs första större mästerskap blev EM inomhus 1979 där han slutade på andra plats efter Polens Władysław Kozakiewicz. Vid EM inomhus året efter så vann han guld på den nya mästerskapshöjden 5,60. Segern gjorde honom till en av favoriterna inför Olympiska sommarspelen 1980 i Moskva. Väl där slutade han på andra plats på höjden 5,65, återigen slagen av Kozakiewicz.  
1982 deltog han på EM inomhus men kunde inte försvara sitt guld utan slutade tvåa med ett hopp över 5,65. Han sista mästerskaps start blev VM 1983 i Helsingfors där han klarade 5,60 och slutade tvåa slagen av landsmannen Sergej Bubka. 
1984 noterade han sitt personliga rekord på 5,85 vid en tävling i Kiev.